# 鄭維琪
鄭維琪（？—？），又稱鄧維琪，字華溪，貴州省貴陽府貴築縣人，清朝政治人物、進士出身。
光緒十五年（1889年）己丑科進士，二甲四十三名，同年五月，改翰林院庶吉士。后散館改知縣，官至四川後補道。著有《牟珠詞》一卷。